# Glossanodon nazca
Glossanodon nazca és una espècie de peix marí pertanyent a la família dels argentínids. És un peix batidemersal que viu fins als 330 m de fondària. al Pacífic sud-oriental: Xile. Tenen 50-51 vèrtebres i 11 radis tous a l'aleta dorsal i entre 10 i 11 a l'anal. És inofensiu per als humans.